# Schoolgebouw Amsterdamsestraatweg
Het Schoolgebouw Amsterdamsestraatweg was een complex van gebouwen aan de Amsterdamsestraatweg in de Nederlandse stad Utrecht.
Het schoolgebouw en de bijbehorende woning voor het hoofd der school werden in 1900 gebouwd door de gemeente Utrecht, net voor de invoering van de Leerplichtwet. Het schoolgebouw, dat evenals de woning in neorenaissance-stijl was uitgevoerd, werd in de loop der jaren gebruikt voor openbaar, bijzonder en speciaal onderwijs. De architect was F. J. Nieuwenhuis, destijds directeur van de gemeentewerken Utrecht. Het schoolgebouw is in 1988 gesloopt. De schoolhoofdwoning is bewaard gebleven.

## Ligging

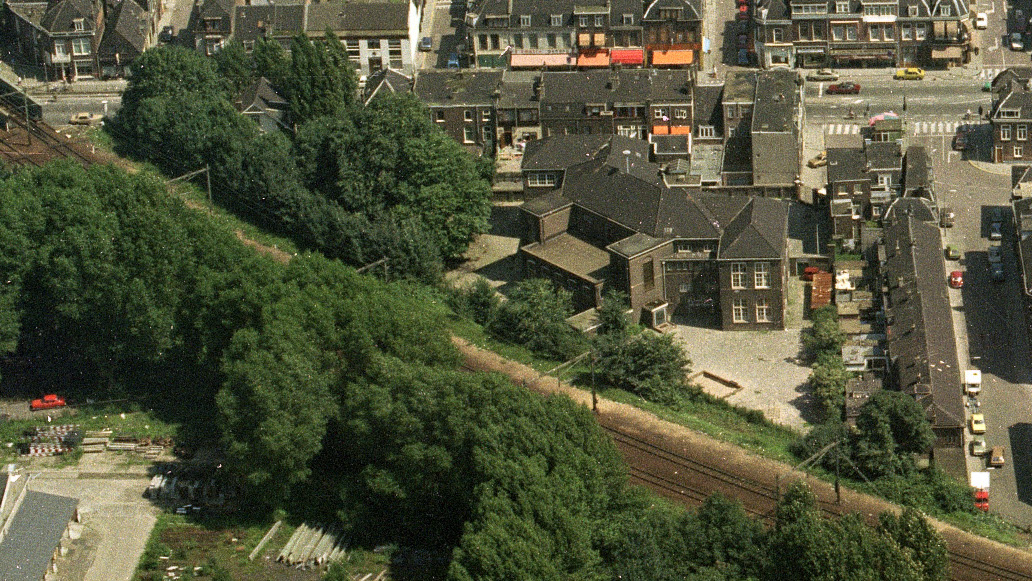
Luchtfoto uit 1980.

Het schoolgebouw lag op een driehoekig perceel in de 1e Daalsebuurt, dat begrensd werd door de panden aan de Amsterdamsestraatweg, de panden aan de Boorstraat en de spoorlijn Utrecht - Kampen. De ingang van het terrein was aan de 1e Daaldsedijk. De schoolhoofdwoning, die wel bewaard is gebleven, ligt op de hoek van een rij winkel-/woonpanden. Een poort in de achtermuur van de tuin gaf toegang tot de speelplaats van de school.

## Bouwstijl

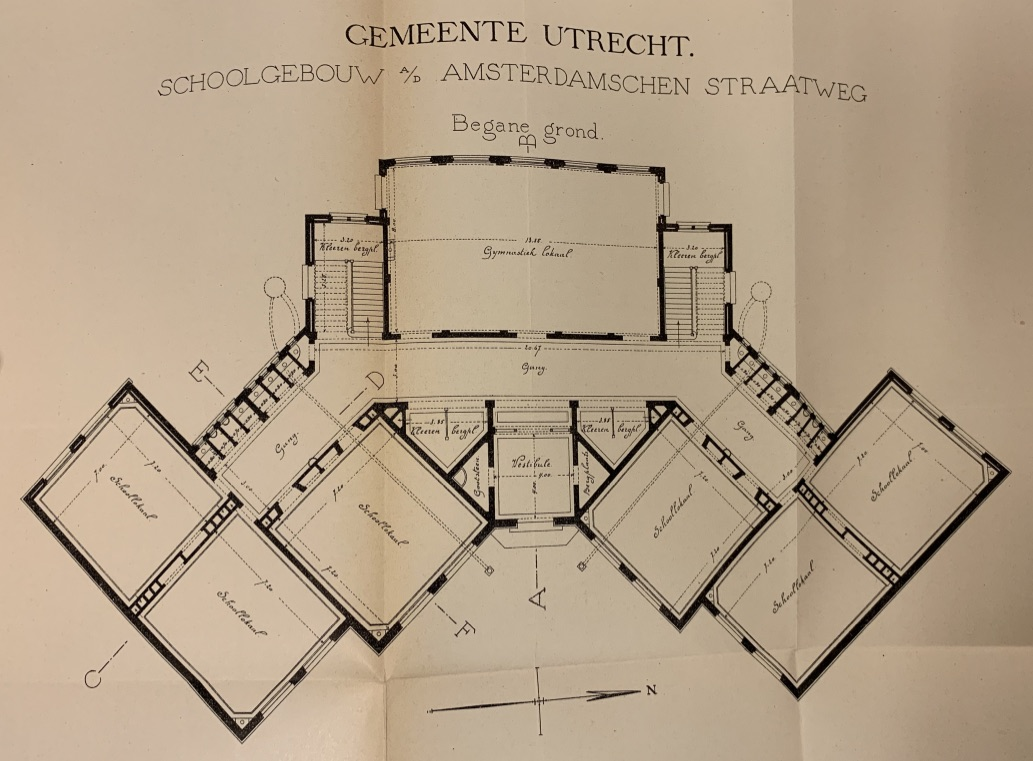
Bouwtekening van de begane grond van het schoolgebouw.

De school was symmetrisch opgezet, en is een voorbeeld van een hoekschool zoals er meer gebouwd zijn in Utrecht in de tijd rond de invoering van de leerplicht in 1900. Bij de meeste voorbeelden van Utrechtse hoekscholen, zoals bijvoorbeeld die aan de Boorstraat, de Havikstraat en de Poortstraat, ligt zo'n hoekschool op de hoek van twee straten, waarbij twee haaks geplaatste vleugels de straten volgen, en de ingang op de hoek is. Bij de school aan de Amsterdamsestraatweg omarmden de vleugels een voorplein, net als bij de hoekschool die in 1902 aan het Hieronymusplantsoen werd gebouwd.
In de twee haaks op elkaar staande vleugels bevonden zich beide zes klaslokalen. Aan de achterzijde van het gebouw bevond zich de gymzaal, geflankeerd door twee trappenhuizen. De gymzaal en de trappenhuizen hadden een plat dak, de rest van het gebouw had hellende daken. De binnenste hoek van de L-vorm was afgeschuind, en bevatte de ingang van de school. Dit afgeschuinde deel van de gevel was voorzien van een trapgevel, die met een muuranker was versierd, en met siersmeedwerk was getooid. Het raam van de achtkantige schoolhoofdkamer op de eerste verdieping was aan de bovenkant versierd met een rondboog voorzien van boogfriezen. In de topgevel bevond zich een rond raam. Op de eerste verdieping bevonden zich boogfriezen boven de ramen van de klaslokalen.

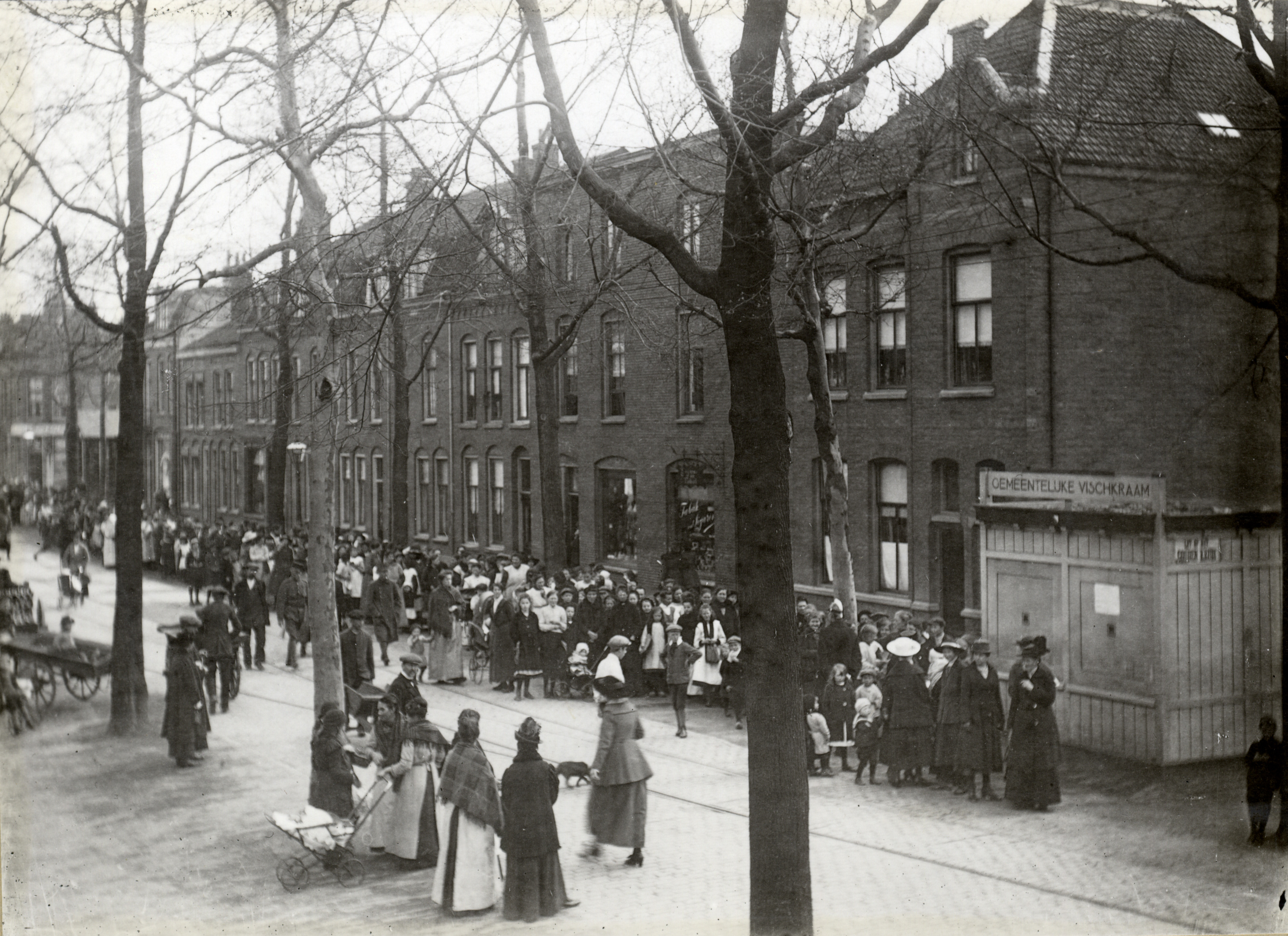
schoolhoofdwoning in 1917, links naast de gemeentelijke viskraam.

De voorgevel van de schoolhoofdwoning heeft aan de rechterkant een risaliet, die uitloopt in een trapgevel. De met natuursteen bedekte en met een muuranker versierde trapgevel wordt geflankeerd door twee pilasters. Onder het raampje zit siermetselwerk met ruitvormige details. De ramen van de woonkamer rusten samen met het spaarveld rechts naast de voordeur op een doorlopende natuurstenen dorpel, die de hele breedte van de gevel beslaat. Ook het bovenlicht boven de voordeur en het raampje daarnaast delen een natuurstenen dorpel. Hoger in de gevel zitten speklagen van gele geperste bakstenen. De houten goot rust op houten geprofileerde klossen en wordt aan de linkerkant begrensd door een pilaster.

## Historie
In 1900 werd de bouw van school en woning openbaar aanbesteed door de Gemeente Utrecht. Tot 1922 was er een school voor Openbaar onderwijs gevestigd, met 12 klaslokalen. In 1922 wordt de school gesplitst in twee scholen met elk 6 lokalen. In 1926 werd de bekende zanger Jacques Caro schoolhoofd van de linkervleugel en betrok de schoolhoofdwoning. In 1929 vestigde de Hendrik de Cockschool zich in de linkervleugel. Deze school voor Bijzonder onderwijs werd bestuurd door de Christelijk Gereformeerde Schoolvereeniging, en er werd naast lager onderwijs ook middelbaar onderwijs gegeven. De school werd verbouwd, waarbij door het plaatsen van tussenwanden twee scholen gecreëerd werden. De poort aan het plein werd vervangen door twee poorten. Aan de achterkant van het gebouw, bij de gymzaal, werd een nieuwe ingang gemaakt voor de Hendrik de Cockschool. In 1932 werd de openbare school (die toen inmiddels de naam Valcooghschool droeg) overgebracht naar de school aan de Boorstraat op nummer 107. Een jaar later vestigde zich de protestants christelijke Koningin Emmaschool voor Buitengewoon Lager Onderwijs (later Speciaal onderwijs genoemd) in de vrijgekomen vleugel. In 1947 kreeg die school ook de linkervleugel erbij omdat de Hendrik de Cockschool werd opgeheven. In 1984 verliet de Koningin Emmaschool het gebouw, vanwege een fusie met de school voor Moeilijk Lerende Kinderen op Thorbeckelaan 5. Het schoolgebouw werd verbouwd tot 15 appartementen. In 1988 werd het gebouw gesloopt, vanwege de verdubbeling van de aanliggende spoorlijn. Op de plek waar de school stond bevindt zich nu een parkje en een opstelplaats voor treinen. De muren van de speelplaats zijn gedeeltelijk blijven staan.

## Adres
Het oorspronkelijke adres van het schoolgebouw is Amsterdamsestraatweg 146a. Toen de school in 1922 werd opgesplitst, kreeg de linkervleugel nummer 146b, en de rechtervleugel nummer 146a. Rond 1928 werd de houten politiepost op Amsterdamsestraatweg 136 gesloten en daarna gesloopt. Het vrijkomende nummer werd toen aan het schoolgebouw toegewezen (de ene vleugel kreeg nummer 136 en de andere 136a). De appartementen waarin het gebouw in 1984 gesplitst werd, hadden als adres 1e Daalsedijk 402 t/m 436.